# غليندا مكاي
غليندا مكاي (بالإنجليزية: Glenda McKay)‏ هي ممثلة بريطانية، ولدت في 2 فبراير 1971.

## وصلات خارجية
- غليندا مكاي على موقع IMDb (الإنجليزية)
- غليندا مكاي على موقع قاعدة بيانات الفيلم (الإنجليزية)